# Agata Buzek
Agata Bronisława Buzek (ur. 20 września 1976 w Pyskowicach) – polska aktorka teatralna i filmowa, w latach 1999–2003 aktorka Teatru Ateneum w Warszawie; laureatka nagrody za rolę kobiecą na Festiwalu Polskich Filmów Fabularnych (2009) i Polskiej Nagrody Filmowej (2010) za główną rolę kobiecą za rolę Sabiny Jankowskiej w filmie Rewers (2009).

## Młodość
Agata Buzek jest córką Jerzego Buzka i Ludgardy Buzek. W dzieciństwie uczęszczała do Społecznego Ogniska Baletowego w Gliwicach i występowała w Gliwickim Teatrze Muzycznym. Później uczyła się w II Liceum Ogólnokształcącym im. Walerego Wróblewskiego w Gliwicach i jednocześnie w szkole aktorskiej w Katowicach. W 1999 ukończyła studia na Akademii Teatralnej w Warszawie.

## Kariera
Za rolę główną w filmie Rewers została wyróżniona nagrodą dla najlepszej aktorki pierwszoplanowej na Festiwalu Filmów Fabularnych w Gdyni oraz Nagrodą Publiczności im. Zbyszka Cybulskiego. W 2010 roku otrzymała nagrodę za najlepszą pierwszoplanową rolę kobiecą Orły 2010. W marcu tego samego roku dostała nominację do nagrody Viva! Najpiękniejsi w kategorii Najpiękniejsza Polka, a w maju nominację do nagrody Wiktory w kategorii Najpopularniejszy Aktor Telewizyjny 2009. W 2010 roku zajęła 61. miejsce w rankingu „Forbes” stu najcenniejszych gwiazd polskiego show-biznesu.

## Życie prywatne
30 września 2006 w Lublińcu wyszła za mąż za Adama Mazana, absolwenta Uniwersytetu im. Kardynała Stefana Wyszyńskiego, teologa i historyka sztuki. W 2018 media donosiły o tym, że jest w związku z aktorem Jackiem Braciakiem.
Jest wegetarianką i działaczką na rzecz praw człowieka.

## Filmografia
- 1997: Kochaj i rób co chcesz jako Larysa Kwiatkowska, (Ruda Czapla)
- 1998: Ballada o czyścicielach szyb (La Ballata dei lavavetri) jako Justyna, córka Janusza
- 1999: Wrota Europy jako Henrietta
- 2000: Opowieści weekendowe: Skarby ukryte jako Jola
- 2001: Wiedźmin jako Pavetta, królewna Cintry, matka Ciri
- 2002: Zemsta jako Klara Raptusiewiczówna, bratanica Cześnika
- 2002: Wiedźmin jako Pavetta, królewna Cintry, matka Ciri (odcinek 6)
- 2002: Suplement jako Modelka
- 2002: Wolny przejazd (Libre circulation) jako Magiosha
- 2002: Doppelter Einsatz jako Viola (odcinek Verraten und Verkauft)
- 2002: Ostatnia kryjówka (Das Letzte Versteck) jako Stefa
- 2003: Glina jako Barbara Stępień, żona Tadeusza (odcinki 4 i 5)
- 2004: Przecież wiesz
- 2004: Ewka skacz! jako Ewa
- 2005: Fale. Wyjazd jako dziewczyna
- 2006: Valerie jako Valerie
- 2006: Pankosmodios
- 2007: Tatort jako Kristina Pawlak (odcinek Fettkiller)
- 2007: Tajemnica twierdzy szyfrów jako Kerstin Nowolk
- 2007: Ryś jako Rybik, sprzątaczka w komendzie policji w Suwałkach
- 2007: Paparazzo jako Li Ronstedt
- 2007: Straż nocna jako Titia Uylenburg
- 2007: Ekipa jako siostra ojca Jacka Łęskiego (odcinek 13)
- 2008: Złodziej w sutannie jako siostra Helena Trętowska
- 2008: Wichry Kołymy (Within the Whirlwind) jako Lena
- 2008-2009: Teraz albo nigdy! jako Julia Milton
- 2008: Telefon 110 (Polizeiruf 110) jako Maria
- 2009: Rewers jako Sabina Jankowska
- 2010: Święta krowa jako Anna, córka Bogdana
- 2011: Lena jako Danka
- 2012: W sypialni jako Klaudia
- 2013: Powrót jako Monika Małecka, żona Piotra
- 2013: Koliber (Hummingbird) jako zakonnica Cristina
- 2014: Obce ciało jako Katarzyna
- 2014: Jeziorak jako Wilhelmina
- 2014: Fotograf jako Kasia Przybylska
- 2014: I'll be home soon jako Milena
- 2015: Performer jako Galerzystka
- 2015: 11 minut jako alpinistka
- 2016: Niewinne (Les Innocentes) jako zakonnica Maria
- 2017: Człowiek z magicznym pudełkiem jako pani doktor
- 2018: Odbicie jako Waleria
- 2018: Kobro / Strzemiński. Opowieść fantastyczna jako Katarzyna Kobro / Eleonora / Klara Haber / Rodząca Gaja / Fanny Kalan
- 2018: High Life jako Nansen
- 2018: Córka trenera jako Kamila
- 2018: Pearl jako Serena
- 2019: Ciemno, prawie noc jako Anna Lipiec
- 2019: Ja teraz kłamię
- 2020: Dół (Bedre) jako Smaida
- 2020: Wyraj (etiuda szkolna) jako Weronka
- 2020: Erotica 2022 jako Pani B
- 2020: Schlaf jako Trude
- 2021: Paradis Sale
- 2021: Moje wspaniałe życie jako Joanna „Jo” Lisiecka
- 2023 Dowbusz jako księżna Teofila Jabłonowska[7]

## Polski dubbing
- 2001: Atlantyda. Zaginiony ląd jako księżniczka Kida
- 2003: Atlantyda. Powrót Milo jako księżniczka Kida
- 2004: Mulan II jako Fa Mulan
- 2004: Żony ze Stepford jako Joanna Eberhart
- 2005: Harry Potter i Czara Ognia jako Fleur Delacour
- 2006: Bambi II jako Mena
- 2006: Eragon jako Arya
- 2006: 6 w pracy jako Caitlin
- 2006: Mój brat niedźwiedź 2 jako Nita
- 2010: Podróże Guliwera jako Darcy Silverman
- 2010: Harry Potter i Insygnia Śmierci. Część I jako Fleur Delacour
- 2011: Harry Potter i Insygnia Śmierci: Część II jako Fleur Delacour
- 2011: Rio jako Linda
- 2014: Rio 2 jako Linda

## Teledyski
W 2017 r. wystąpiła w teledysku Radiohead I promise z płyty OK Computer OKNOTOK 1997 2017
W 2019 r. wystąpiła w teledysku Muńka Staszczyka Pola z płyty Syn miasta.

## Nagrody
- Nagroda na FPFF w Gdyni Najlepsza pierwszoplanowa rola kobieca: 2009 Rewers